# Moriyama
Moriyama (守山市?) è una città giapponese della prefettura di Shiga.